# Forsthaus Lenzburg

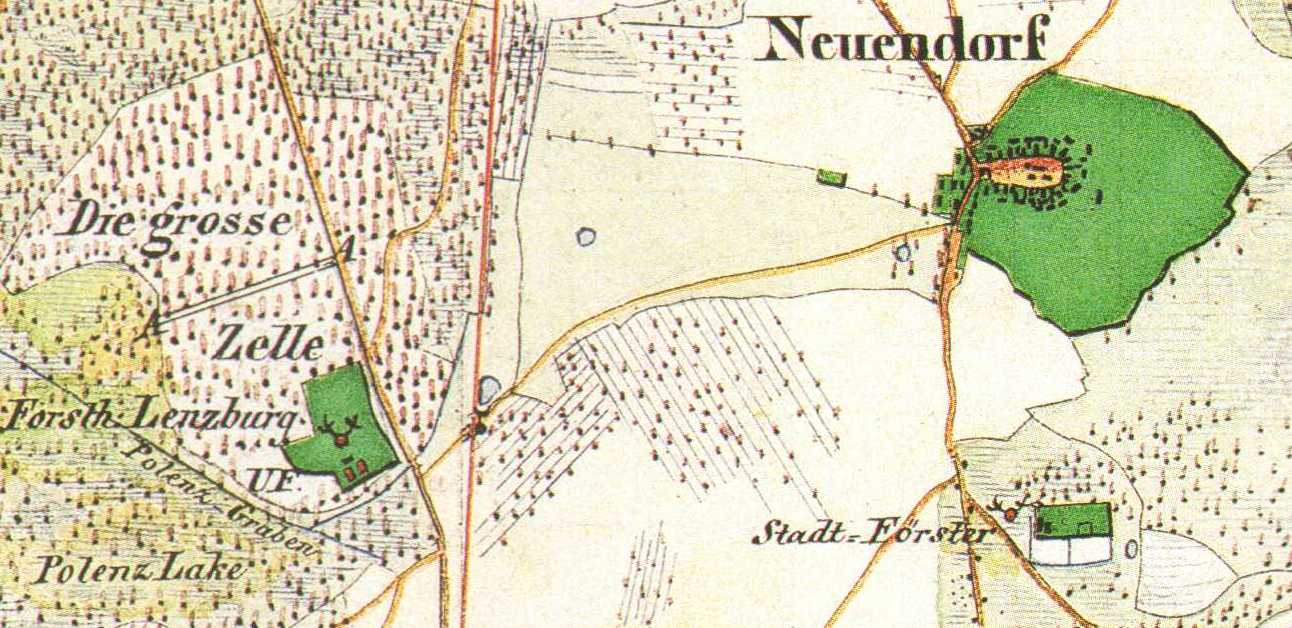
Die Forsthäuser Lenzburg (= heute Forsthaus Altlenzburg) und das städtische Forsthaus Stadt=Förster (= heute Forsthaus Lenzburg) auf dem Urmesstischblatt Nr. 3845 von 1841

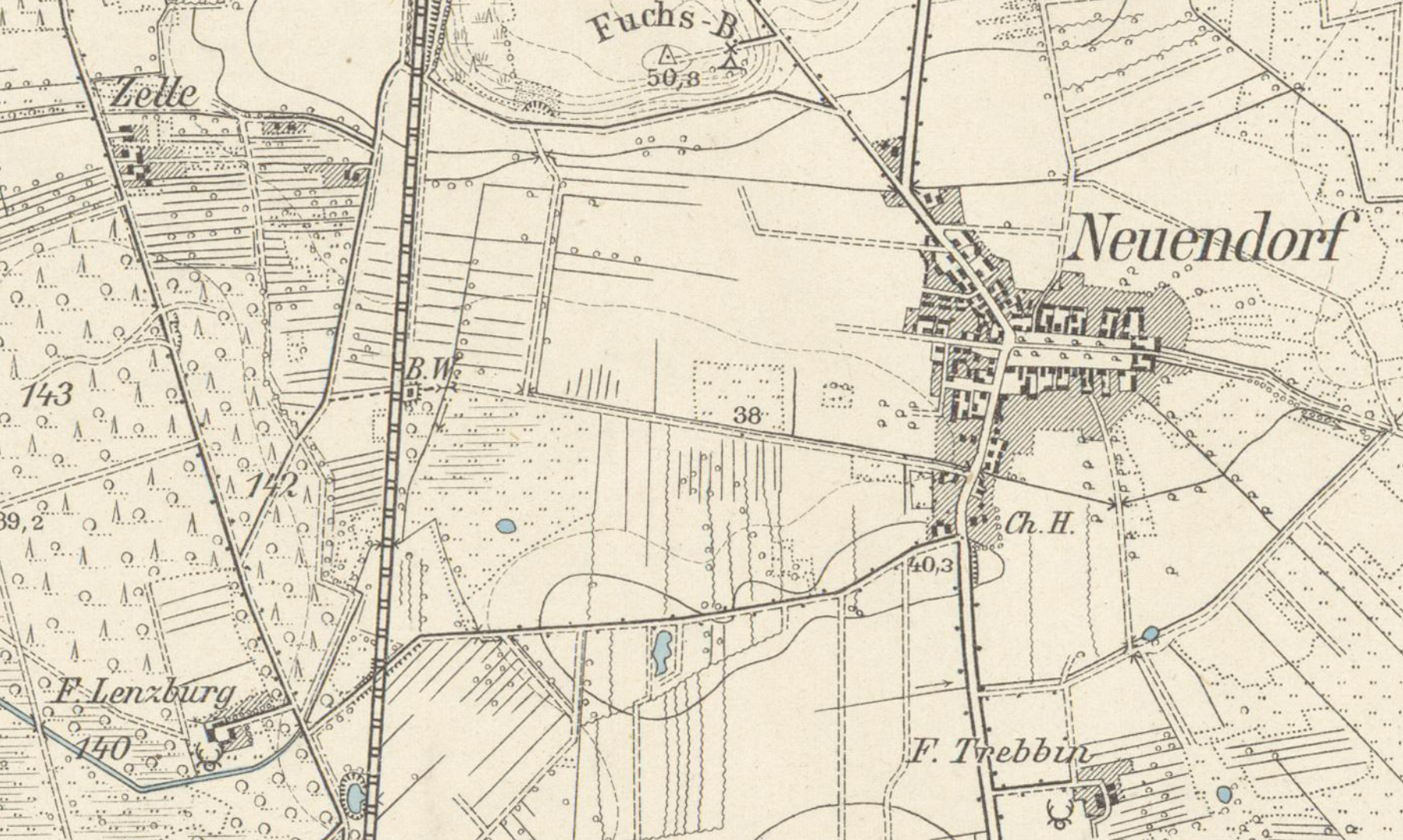
Die Forsthäuser Lenzburg (= Forsthaus Altlenzburg) und das Forsthaus Trebbin (= Forsthaus Lenzburg) auf dem Messtischblatt Nr. 3845 von 1902

Forsthaus Lenzburg ist ein Wohnplatz im Ortsteil Wiesenhagen der Stadt Trebbin im Landkreis Teltow-Fläming (Brandenburg). Es war ursprünglich das Städtische Forsthaus der Stadt Trebbin und wurde bis vor dem Zweiten Weltkrieg Forsthaus Trebbin genannt. Nach dem Krieg wurde es zunächst in Forsthaus Neu-Lenzburg umbenannt, schließlich in Forsthaus Lenzburg. Es trägt damit verwirrenderweise denselben Namen wie das ältere, ca. 1,5 km weiter westlich gelegene, ursprünglich Forsthaus Lenzburg genannte Forsthaus, das in Forsthaus Altlenzburg umbenannt wurde.

## Lage
Der Wohnplatz Forsthaus Lenzburg liegt etwa 700 Meter südlich vom Ortskern von Wiesenhagen (früher Neuendorf bei Trebbin) in der Verlängerung der Hauptstraße nach Süden. Von diesem Weg geht der Schubertsweg nach Osten ab. Schubertsweg und Verlängerung der Hauptstraße weiter nach Süden sind Sackgassen. Nur etwas mehr als 100 Meter östlich/südöstlich des Wohnplatzes führt die B 101 vorbei. Der Wohnplatz liegt auf knapp 40 m ü. NHN. Noch vor dem Zweiten Weltkrieg wurde etwas weiter westlich nahe der Hauptstraße ein zweites Gehöft errichtet.

## Geschichte
Wann das Forsthaus der Stadt Trebbin errichtet wurde, ließ sich bisher nicht ermitteln. Im Urmesstischblatt Nr. 3845 Woltersdorf von 1841 ist das Forsthaus Trebbin als Stadt-Förster verzeichnet. Berghaus erwähnt es 1850 als ... das am Rande des Stadtforsts belegene Försterhaus ... Auch in der Ortschafts-Statistik von Richard Boeckh von 1861 ist es ohne nähere Angaben erwähnt (städtisches Forsthaus). 1871 bestand das Gehöft des Stadtförsters von Trebbin aus einem Wohngebäude; 5 Personen lebten darin. Nach den Gemeindelexikon von 1888 und 1898 hatte das Wohnhaus nun 6 Bewohner, bzw. 1898 3 Bewohner. Stadtförster war um/vor 1873 ein gewisser Wendt, dessen 1873 geborener Sohn Rudolf ihm um 1902 als Stadtförster nachfolgte.
1918 wurde der Wald der Stadt Trebbin mit einer Fläche von 632,8215 ha (einschließlich öffentlicher Wege und des Städtischen Forsthauses mit seinen Dienstländereieren) vom Forstfiskus für 1 030 000 Reichsmark aufgekauft. Aus den aufgekauften Forstflächen wurde eine neue (staatliche) Försterei Trebbin gebildet und der Oberförsterei Kummersdorf unterstellt (die alte staatliche Försterei Trebbin war nach 1817 in "Försterei Lenzburg" umbenannt worden). Der im Forsthaus wohnende Stadtförster Rudolf Wendt wurde in den Staatsdienst übernommen, und ihm wurde die neue staatliche Försterei Trebbin übertragen. Nach dem Adressbuch des Kreises Teltow von 1927 gehörte das Forsthaus Trebbin damals zur Gemeinde Neuendorf bei Trebbin. Im Forsthaus Trebbin wohnte nun der Staatliche Förster Max Brick. Das Forsthaus Trebbin war zu dieser Zeit ein Wohnplatz der Gemeinde Neuendorf bei Trebbin, gehörte also nicht zum Gutsbezirk Lenzburger Forst wie die benachbarten Forsthäuser Lenzburg (weiter westlich gelegen) und Birkhorst (weiter südlich gelegen). 1929 wurde der Gutsbezirk Lenzburger Forst aufgelöst, und die Forsthäuser Lenzburg und Birkhorst wurden in die Gemeinde Neuendorf bei Trebbin eingegliedert. Damit lagen auf der Gemarkung von Neuendorf bei Trebbin drei Forsthäuser. 1938 wurde die Gemeinde Neuendorf bei Trebbin in Wiesenhagen umbenannt. 
Um/vor 1950 wurde das Forsthaus Trebbin in Forsthaus Neu-Lenzburg umbenannt. Das ursprüngliche Forsthaus Lenzburg wurde in Forsthaus Alt-Lenzburg umbenannt. Die beiden Forsthäuser waren Wohnplätze der Gemeinde Wiesenhagen. Wann nun die Schreibweise Forsthaus Neu-Lenzburg in Forsthaus Lenzburg (bzw. auch Forsthaus Alt-Lenzburg in Forsthaus Altlenzburg) geändert wurde, ließ sich bisher nicht ermitteln. Der Straßenname zum heutigen Forsthaus Lenzburg lautet Schubertsweg, während der Straßenname zum Forsthaus Altlenzburg nun Alt Lenzburg (ohne Bindestrich) geschrieben wird.
Die Gemeinde Wiesenhagen schloss sich 1992 mit 11 anderen Gemeinden und der Stadt Trebbin zum Amt Trebbin zusammen. 1997 wurde Wiesenhagen in die Stadt Trebbin eingemeindet und ist seither ein Ortsteil der Stadt Trebbin. Forsthaus Lenzburg hat den Status eines Wohnplatzes im Ortsteil Wiesenhagen. Das Forsthaus ist heute in Privatbesitz.

## Stellung des Forsthauses in der Hierarchie der Forstverwaltung
Nach dem Ankauf des vormals städtischen Trebbiner Forsts und des Forsthauses Trebbin wurden Revier und Forsthaus der Oberförsterei Kummersdorf unterstellt. 
Nach dem Historischen Ortslexikon gehörte das Forsthaus Lenzburg 1973 zur Oberförsterei Trebbin. Es ist nicht ganz klar, welches der beiden Forsthäuser nun gemeint ist, zumal der Eintrag unter dem alten Forsthaus Lenzburg (= Forsthaus Altlenzburg) steht.

## Liste der Förster
- (1873) bis (1897) Wendt, Stadtförster, erhielt 1897 das Allgemeine Ehrenzeichen[11] (Vater des folgenden Försters)
- 1902 bis (1922) Rudolf Wendt (* 8. September 1873 im Forsthaus Trebbin), wurde in die Oberförsterei Neuglienicke versetzt
- (1924) bis (1927) Förster Max Brick[12][7]
- ab. 1. Oktober 1933 Förster Behm[13]